# Venafro
Venafro (łac. Venafrum) – miejscowość i gmina we Włoszech, w regionie Molise, w prowincji Isernia.
Według danych na rok 2004 gminę zamieszkiwały 11 083 osoby, 246,3 os./km².

## Zabytki
- konkatedra Wniebowzięcia Najświętszej Maryi Panny